# اوتلیه هوئی
اوتلیه هوئی (به انگلیسی: Othelie Hoie،  زادهٔ ۹ دسامبر ۲۰۰۲) یک کشتی‌گیر آزادکار اهل کشور نروژ است.
از افتخارات وی می‌توان به کسب مدال برنز مسابقات قهرمانی کشتی جهان ۲۰۲۳ اشاره کرد.